# Венедикт Адамантидис
Венедикт (на гръцки: Βενέδικτος, Венедиктос) е гръцки духовник, митрополит на Вселенската патриаршия.

## Биография
Роден е около 1830 година със светското име Адамантидис (Αδαμαντίδης) в малоазийския град Бурса. Завършва богословското училище на Халки в 1853 година. Работи като учител до 1868 година, когато е назначен за велик архимандрит на патриаршеската църква „Свети Георги“. На 17 юни 1877 година е избран за анхиалски митрополит срещу бившия родополски архиепископ Генадий и архимандрит Софроний Аргиропулос. На 18 юни 1877 година е ръкоположен за анхиалски митрополит в патриаршеската църква „Свети Георги“ във Фенер, Цариград. Ръкополагането е извършено от митрополит Йоаким Деркоски в съслужение с митрополитите Амвросий Сисанийски и Гервасий Халдийски. На 11 февруари 1881 година е избран за ганоски и хорски митрополит. На 17 февруари 1886 година е избран за писидийски митрополит срещу епископите Евгений Мелитуполски и Неофит Леонтополски. На 23 октомври 1893 г. той е избран за мраморноостровен митрополит срещу епископите Никодим Мириофитски и Герман Мирски. На 7 март 1900 година подава оставка. Живее в Мудания, където умира на 16 август 1906 година.